# Yushan
Yushan (en chino, 雨山; pinyin, Yǔshān; literalmente, ‘montaña de la Lluvia’) es un distrito urbano bajo la administración directa de la Prefectura Maanshan en la Provincia de Anhui, República Popular China.  Su área es de 174 km² y su población total para 2010 superó los 300 mil habitantes. 

## Administración
Desde julio de 2023, el  Distrito Yushan se divide en 7 pueblos que se administran en 4 subdistritos, 2   poblados y 1 villa.